# Lâm Biên

Vị trí tại Bình Đông

Lâm Biên (tiếng Trung: 林邊鄉; bính âm: Línbiān Xiāng) là một hương (xã) của huyện Bình Đông, tỉnh Đài Loan, Trung Hoa Dân Quốc (Đài Loan). Hương nằm trên điểm cuối của tuyến Quốc lộ 3 và có địa hình bằng phẳng, thuộc châu thổ của sông Lâm Biên và các phụ lưu của nó. Nền kinh tế của hương phụ thuộc vào nông nghiệp và ngư nghiệp song hiện việc suy giảm mức nước ngầm đang gây ra hiện tượng sụt lún và ước tính một phần ba diện tích hương hiện nằm dưới mực nước biển. Tổng diện tích của Lâm Biên là 15,6233 km², dân số vào tháng 8 năm 2011 là 20.466 người thuộc 7.156 hộ gia đình, mật độ cư trú đạt 448,6 người/km².